# Nimbus-Programm

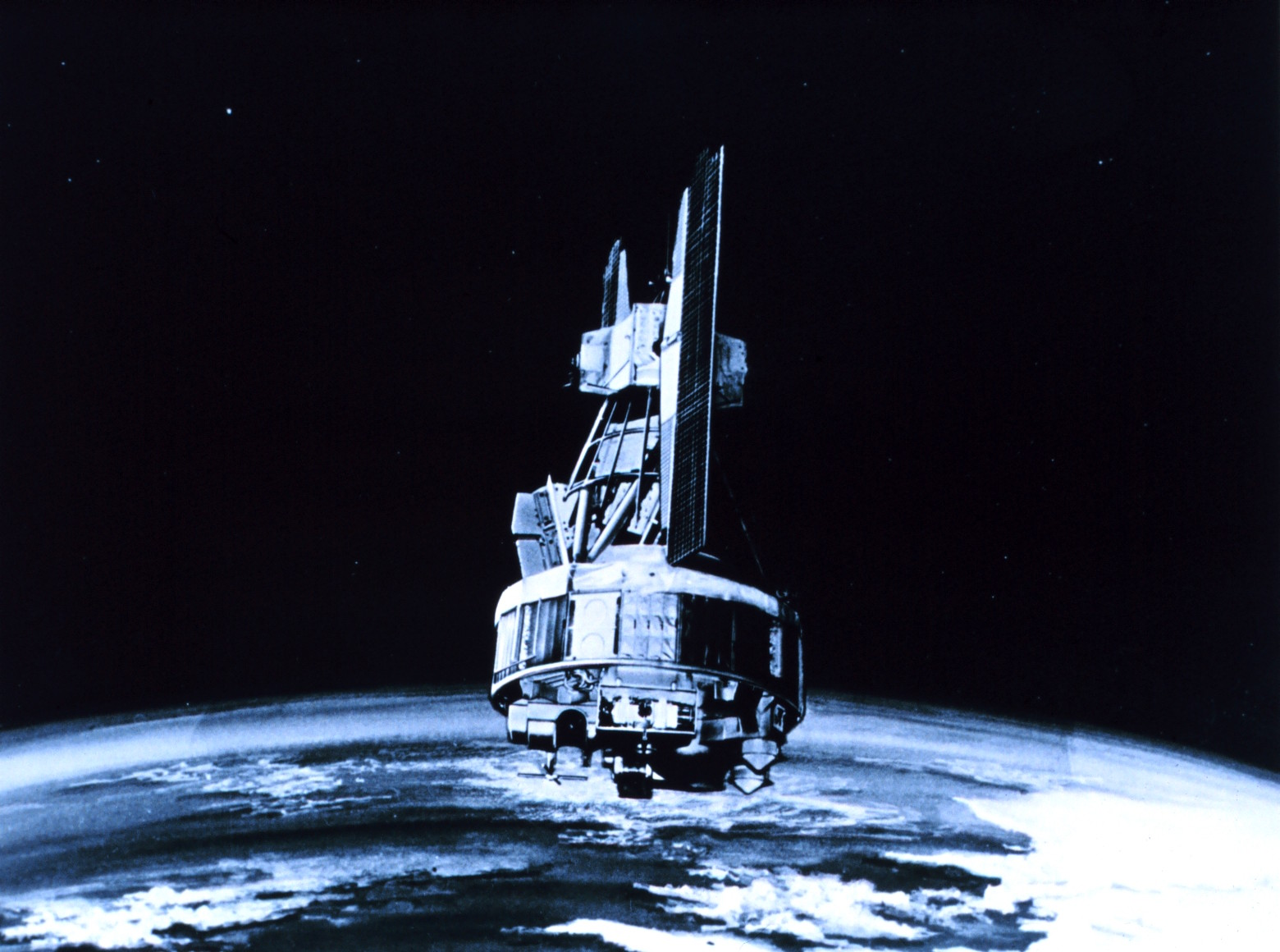
Zeichnung eines Nimbus-3 Satelliten

Das Nimbus-Programm war ein US-amerikanisches Wettersatelliten-Forschungsprogramm der zweiten Generation. Es umfasste den Start von acht Satelliten (darunter ein Fehlstart). Das Nimbus-Programm wurde parallel zum TIROS-Programm durchgeführt. Die Satelliten befanden sich in sonnensynchronen polaren Umlaufbahnen.
Die Nimbus-Satelliten revolutionierten die Untersuchung des Klimasystems und der Atmosphäre der Erde.
Die 1964 erstmals gestartete Satellitenreihe lieferte über einen Zeitraum von 30 Jahren Daten über die globalen Temperaturen, die Konzentration von Treibhausgasen in der Atmosphäre, die Ozonschicht und die Dicke des Meereises.
Sie ermöglichten die Entwicklung von Computermodellen zur Wettervorhersage eine Woche oder sogar zwei Wochen im Voraus, was zuvor praktisch unmöglich war.
Der Satellit Nimbus III war der erste, der Instrumente zur Messung der atmosphärischen Temperatur enthielt und lieferte damit eine unabhängige Satellitenaufzeichnung, welche die Erhitzung der unteren Atmosphäre der Erde bestätigte.
Nimbus-7 war der erste Satellit der NASA zur globalen Umweltüberwachung. Hauptsächlich wurden Erdatmosphäre, Ozeane, Ozean-Atmosphärenaustausch und Wärmebilanz der Erde erforscht. Erstmals speziell für die Beobachtung der Ozeanfarbe ausgelegt war der Multispektrallinienscanner (6 Kanäle) Coastal Zone Color Scanner (CZCS), welcher bis 1986 arbeitete. Nachfolger dieses Sensors sind SeaWiFS sowie MODIS auf Aqua.
Nimbus B1 stürzte nach dem Start 1968 von Vandenberg AFB nahe der kalifornischen Küste ins Meer. Die Plutoniumkapseln der beiden Radioisotopengeneratoren des Satelliten konnten aus relativ geringer Wassertiefe unbeschädigt geborgen werden.

## Satellitenliste
| Satellit | COSPAR-ID | Startdatum        | Rakete       | Wiedereintritt    |
| -------- | --------- | ----------------- | ------------ | ----------------- |
| Nimbus 1 | 1964-052A | 28. August 1964   | Thor Agena B | 16. Mai 1974      |
| Nimbus 2 | 1966-040A | 15. Mai 1966      | Thor Agena D | 17. Januar 1969   |
| Nimbus B | NIMBS-B   | 18. Mai 1968      | Thor Agena B | (Fehlstart)       |
| Nimbus 3 | 1969-037A | 14. April 1969    | Thor Agena   | 22. Januar 1972   |
| Nimbus 4 | 1970-025A | 8. April 1970     | Thor Agena   | 30. November 1980 |
| Nimbus 5 | 1972-097A | 11. Dezember 1972 | Delta        |                   |
| Nimbus 6 | 1975-052A | 12. Juni 1975     | Delta        |                   |
| Nimbus 7 | 1978-098A | 24. Oktober 1978  | Delta        | 1994              |

Alle Satelliten wurden von der Vandenberg Air Force Base gestartet.